# Тазівський район
Та́зівський район (рос. Тазовский район) — адміністративна одиниця Ямало-Ненецького автономного округу Російської Федерації.
Адміністративний центр — селище Тазовський.

## Географія
Розташований за Полярним колом. Велика частина району розташовується на Гиданському півострові. Важливе транспортне значення в районі мають річки Таз, Пур, Обська губа, Гиданська губа, Тазівська губа. Навігація триває з липня по вересень.
Найбільші річки району — Таз, Танама, Месояха, Юрибей. Районний центр селище Тазівський розташоване за 200 кілометрів на північ від Полярного кола.

## Історія
Район утворений 10 грудня 1930 року.
Освоєння цієї території почалося ще в XVI столітті, після походів Єрмака, а перше поселення було засновано в 1601 році на березі річки Таз і отримало назву Мангазея (за місцевим енецьким племенем монкасі). До середини століття поселення почало занепадати через спустошливі пожежі, проблем з продовольчим постачанням та скорочення популяції хутрових звірів у регіоні. В 1672 році поселення було перенесено на річку Турухан.
З 50-х років XIX століття свою діяльність в районі почали вести сурогатські купці, організувавши промислове рибальство, на перших порах задіюючи місцеве населення. 1883 року в гирлі Тазівської губи була організована факторія Хальмер-Седе (Ненецька. Сопка небіжчиків).
Перша радянська факторія з'явилася 1920 року. Факторія зайняла націоналізований рибопромисловий заклад купців Плотнікових.
До 1923 року територія нинішнього району входила до складу Єнісейської губернії, а в 1923 році перейшла до складу Уральської області.10 грудня 1930 року ВЦВК РРФСР ухвалив рішення про організацію Ямальського (Ненецького) національного округу в складі Уральської області, з центром в селищі Обдорськ. Одночасно був створений Тазівський район з центром в Хальмер-Седе.
Після прийняття рішення про організацію національного округу на місці факторії Хальмер-Седе виросло селище. До початку 1939 року тут проживали 1937 осіб. З них трохи більше половини були робітниками і службовцями, інші були членами їх сімей.
Основним підприємством райцентру був Тазівський рибозавод, організований 1931 року.
- 14 серпня 1944 року в складі Ямало-Ненецького округу переданий з Омської області в Тюменську область.
- 4 червня 1946 року Гидоямська і Таранська сільради передані в Тазівский район.
- 1 лютого 1949 року районний центр — село Хальмер-Седе — перейменоване в Тазовське.
- 3 жовтня 1959 року Таранська сільрада ліквідована.
- 1961 року на місці нинішнього села Газ-Сале висадився перший десант геологорозвідників, почалося буріння пошукової свердловини № 1, а 27 вересня 1962 року на цій свердловині вже отримано перший газ бригадою майстра Н. І. Риндіна.
- Наприкінці 1962 року відкрито Тазівське родовище газу. Рішенням Тюменського облвиконкому від 29 червня 1964 року село Тазовське віднесено до категорії робітничих селищ, Тазівська сільрада скасована.
- 24 січня 1968 року Ямбургська сільрада перейменована в Находкинську.
- 28 лютого 1975 року утворена Газсаленська сільрада.
- 12 жовтня 1976 року Гидоямська сільрада перейменована в Гиданську.
- 1 квітня 1977 року ліквідовано Тібейсалинську сільраду.
- 16 червня 1998 року затверджений герб Тазівського району.

## Населення
Населення району становить 17235 осіб (2018; 16537 у 2010, 15600 у 2002).
Частина населення є кочівниками і живуть поза населеними пунктами.

### Національний склад
За даними Всеросійського перепису населення 2010 року:
| Національність | Чисельність (чол.) | Процентне співвідношення |
| Ненці          | 8 871              | 53,64%                   |
| Росіяни        | 4 992              | 30,19%                   |
| Українці       | 779                | 4,71%                    |
| Татари         | 505                | 3,05%                    |
| Ногайці        | 162                | 0,98%                    |
| Азербайджанці  | 158                | 0,96%                    |
| Чуваші         | 129                | 0,78%                    |
| Білоруси       | 79                 | 0,48%                    |
| Кумики         | 72                 | 0,44%                    |
| Марійці        | 70                 | 0,42%                    |
| Башкири        | 69                 | 0,42%                    |
| Інші           | 468                | 2,83%                    |
| Не вказали     | 183                | 1,11%                    |
| Всього         | 16 537             | 100,00%                  |

## Адміністративно-територіальний поділ
На території району 5 сільських поселень:
| Поселення                         | Площа, км² | Населення, осіб (2002) | Населення, осіб (2010) | Населення, осіб (2017) | Центр      | Населені пункти |
| --------------------------------- | ---------- | ---------------------- | ---------------------- | ---------------------- | ---------- | --------------- |
| Антипаютинське сільське поселення | -          | 2439                   | 2545                   | 2685                   | Антипаюта  | 1               |
| Газ-Салинське сільське поселення  | -          | 2146                   | 1940                   | 1735                   | Газ-Сале   | 1               |
| Гидинське сільське поселення      | -          | 2436                   | 3331                   | 3614                   | Гида       | 1               |
| Находкинське сільське поселення   | -          | 1143                   | 1205                   | 1305                   | Находка    | 1               |
| Тазовське сільське поселення      | -          | 5965                   | 6793                   | 7201                   | Тазовський | 1               |
| міжселенна територія              | -          | 1471                   | 723                    | 711                    | -          | 4               |

## Найбільші населені пункти
| № | Населений пункт | Населення, осіб (2002) | Населення, осіб (2010) |
| - | --------------- | ---------------------- | ---------------------- |
| 1 | Тазовський      | 5 965                  | 6 793                  |
| 2 | Гида            | 2 436                  | 3 331                  |
| 3 | Антипаюта       | 2 439                  | 2 545                  |
| 4 | Газ-Сале        | 2 146                  | 1 940                  |
| 5 | Находка         | 1 143                  | 1 205                  |

## Економіка

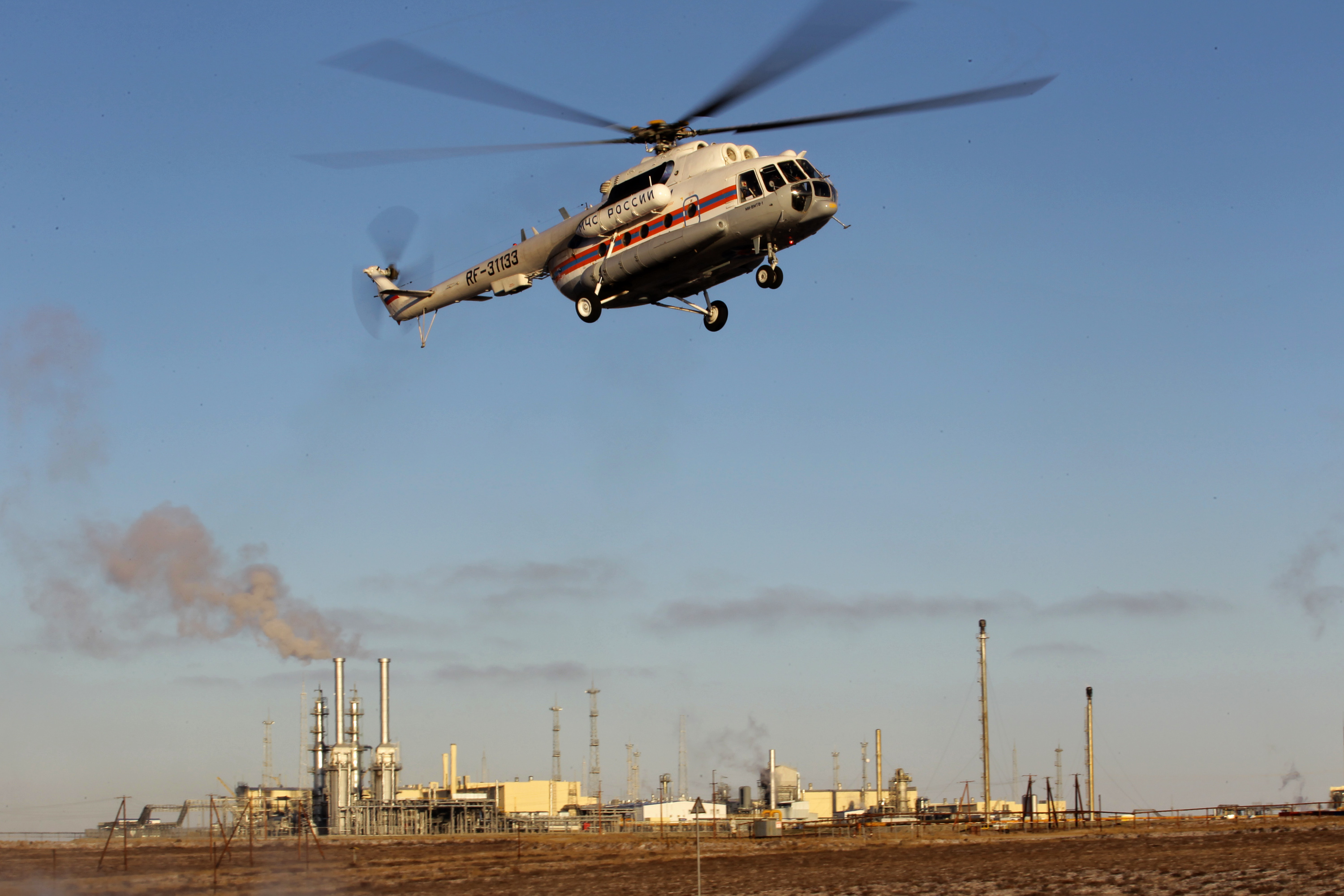
Юрхарівське газове родовище

У 1970-ті роки в Тазівському районі розвідана ціла низка великих газових і газоконденсатних родовищ: Ямбурзьке, Заполярне, Юрхарівське, Семаковське, Находкінське, Антипаютинське, Північно-Уренгойське.

## Транспорт
- Єдиною сухопутної магістраллю, яка зв'язує Тазівський район з великою землею, є автомобільна дорога станція Коротчаєво — селище Уренгой — Новозаполярний — Тазовський. Від останньої ділянки дороги діє гілка до села Газ-Сале.
- У період літньої навігації по маршруту Салехард — Антипаюта курсує пасажирський теплохід «Механік Калашников»
- Цілий працюють авіарейси «Тазовський — Находка — Антипаюта — Гида» і «Тазовський — Новий Уренгой» вертольотів авіакомпаній Ютейр і Ямал.